# Privatklinik
Eine Privatklinik ist eine Klinik eines privaten Betreibers oder – nach seltenerem Begriffsverständnis – für private Kundschaft. Es kann auch beides sein, also ein Krankenhaus eines Privatunternehmers, der Leistungen für privatrechtlich mit ihm verbundene Vertragspartner anbietet.

## Kliniken von Privaten
Meistens bezeichnet der Begriff eine gewerbsmäßig durch einen Unternehmer betriebene Klinik, die also keinen öffentlichen oder freigemeinnützigen Träger hat und der Gewinnerzielung dient.

### Geschichte
Häufig hatten Universitätsprofessoren neben ihrer Tätigkeit an einer Universitätsklinik eine eigene Privatklinik betrieben.

### Situation in Deutschland
In Deutschland existierten 2012 in privater Trägerschaft 579 und in öffentlicher Trägerschaft 510 Krankenhäuser sowie 603 freigemeinnützige Krankenhäuser.
Der Betreiber einer Privatkrankenanstalt, einer Privatentbindungsanstalt oder einer Nervenheilklinik benötigt eine Konzession, also eine amtliche Erlaubnis, die bei persönlicher Unzuverlässigkeit, ungenügender medizinischer oder pflegerischer Versorgung der Patienten oder bei baulichen Gefahren zu versagen ist. Die gesetzliche Grundlage hierfür ist § 30 der Gewerbeordnung.

## Kliniken für Private
Oft versteht man unter dem Begriff Privatklinik analog zu einer Privatpraxis eine Klinik, welche ausschließlich Privatpatienten und Selbstzahlern offensteht, weil die gesetzliche Krankenversicherung ihr keine Kassenzulassung erteilt hat und daher stationäre Aufenthalte ihrer Versicherten Mitglieder nicht bezahlt. Da sie zugleich meistens in privater Hand ist, handelt es sich bei diesen Privatpatientenkliniken praktisch um eine Untergruppe der Privatklinik nach oben genannter Definition.
Diese Häuser bieten dank einer oft höheren Vergütung durch private Krankenversicherungen oder wegen ihrer Marktorientierung auf begüterte Patientenkreise meistens einen höheren Komfort wie Einzelzimmer und eine höhere personelle Betreuung an. Als Privatklinik firmieren daher auch solche Häuser, die damit signalisieren möchten, dass hier ausschließlich Privatpatienten in einem besonderen Umfeld versorgt werden.
In Einzelfällen ist jedoch auch hier die Behandlung gesetzlich Versicherter möglich. Dies erfordert eine spezielle Erlaubnis der Versicherung oder eine Vereinbarung der Klinik mit einzelnen Kassen.